# Кузьминская, Полина Игоревна
Полина Игоревна Кузьминская (род. 23 июля 1990, Москва) — российская актриса театра, кино и дубляжа. С 2018 года — в основной труппе Театра имени Евгения Вахтангова.

## Биография
Родилась 23 июля 1990 года в Москве. Её отец — москвич Игорь, мать — харьковчанка Ольга.
Рано выбрав профессию актрисы, серьёзно к ней готовилась: занималась спортом, училась петь.
В 2008 году, окончив школу, поступила в Театральный институт имени Бориса Щукина на курс Валентины Николаенко.
В 2008 году состоялся кинодебют в фильме-спектакле «Белая акация».
В 2012 году окончила Театральный институт имени Бориса Щукина (курс Валентины Николаенко).
В 2012 году была принята в Первую студию Театра имени Евгения Вахтангова.
1 января 2018 года была включена в состав основной труппы Театра имени Евгения Вахтангова.
Помимо игры в театре и кино, востребована и в качестве актрисы дубляжа. Например, её голосом говорит Amy — героиня Киры Найтли в фильме «Призрачная красота».
Играет в большой теннис, увлекается верховой ездой, горными и беговыми лыжами, свободно говорит на английском языке. Её рост — 172 сантиметра, вес — 56 килограмм.

## Роли в театре
| Год  | Спектакль                          | Роль                                     | Театр                               |
| ---- | ---------------------------------- | ---------------------------------------- | ----------------------------------- |
| 20ХХ | Фальшивая монета                   | Полина                                   | неустановленный театр               |
| 2008 | Белая акация                       | морячка                                  | Основная сцена Театра Вахтангова    |
| 2011 | Бабий бунт                         | Настя                                    | Щукинское училище                   |
| 2011 | Медея                              | одна из жриц                             | Новая сцена Театра Вахтангова       |
| 2013 | Евгений Онегин                     | одна из девушек в танцклассе             | Основная сцена Театра Вахтангова    |
| 2013 | Мадемуазель Нитуш                  | Лилия/Сильвия/Жюльетта                   | Основная сцена Театра Вахтангова    |
| 2013 | Птицы                              | одна из Хора Птиц                        | Первая студия Театра Вахтангова     |
| 2013 | Три сестры                         | Маша                                     | Театр Вахтангова                    |
| 2013 | Шесть персонажей в поисках автора  | Падчерица                                | Первая студия Театра Вахтангова     |
| 2014 | Безумный день, или Женитьба Фигаро | Сюзанна камеристка графини               | Основная сцена Театра Вахтангова    |
| 2014 | Ревнивая к себе самой              | Маха одна из испанских горожанок         | Новая сцена Театра Вахтангова       |
| 2015 | Минетти                            | девушка                                  | Новая сцена Театра Вахтангова       |
| 2016 | В Париже                           | женщина лёгкого поведения                | Новая сцена Театра Вахтангова       |
| 2016 | За закрытыми дверями               | Инэс                                     | Новая сцена Театра Вахтангова       |
| 2016 | Король умирает                     | Королева Маргарита первая супруга короля | Новая сцена Театра Вахтангова       |
| 2016 | Мнимый больной                     | безымянная роль в интермедиях            | Основная сцена Театра Вахтангова    |
| 2016 | Наш класс                          | Зоська/Рахелька                          | Новая сцена Театра Вахтангова       |
| 2016 | Фрёкен Жюли                        | Фрёкен Жюли                              | Первая сцена Театра Вахтангова      |
| 2017 | Очарованный странник               | Дама/Евгенья Семёновна                   | Симоновская сцена Театра Вахтангова |
| 2019 | Фрёкен Жюли                        | Фрёкен Жюли                              | Симоновская сцена Театра Вахтангова |
| 2021 | Дурочка                            | Ниса дочь Октавьо                        | Новая сцена Театра Вахтангова       |
| 2021 | Театр                              | Эвис Крайтон начинающая актриса          | Основная сцена Театра Вахтангова    |

## Роли в кино
| Год       |     | Название                | Роль                       |
| --------- | --- | ----------------------- | -------------------------- |
| 2008      | тсп | Белая акация            | морячка                    |
| 2010      | кор | Остановка               | Имя персонажа не указано   |
| 2011      | ф   | Аварийное состояние     | медсестра Полина           |
| 2011      | ф   | Вдруг                   | Имя персонажа не указано   |
| 2014      | ф   | Виктор                  | Имя персонажа не указано   |
| 2014      | кор | Улетающий Монахов       | Имя персонажа не указано   |
| 2015      | с   | Закон каменных джунглей | Имя персонажа не указано   |
| 2015      | кор | Серебряный разговор     | Имя персонажа не указано   |
| 2016      | с   | Анна-детективъ          | Имя персонажа не указано   |
| 2018—2019 | с   | Месть на десерт         | следователь Мария Быстрова |
| 2019      | с   | Выбирая себя            | Наталья                    |
| 2019—2020 | с   | Скрытые мотивы          | Имя персонажа не указано   |
| 2020      | ф   | Кома                    | Спирит                     |
| 2020      | ф   | Поздний срок            | Имя персонажа не указано   |

| Год  |   | Русское название                 | Оригинальное название         | Роль / Актёр                       |
| ---- | - | -------------------------------- | ----------------------------- | ---------------------------------- |
| 2014 | ф | Великий уравнитель               | The Equalizer                 | Мэнди / Хейли Беннетт              |
| 2014 | ф | Викинги                          | Northmen: A Viking Saga       | Inghean / Чарли Мерфи              |
| 2014 | ф | Особо опасна                     | Barely Lethal                 | Хизер / Софи Тернер                |
| 2014 | ф | Переправа                        | The Crossing                  |                                    |
| 2014 | ф | Судья                            | The Judge                     | Карла Пауэлл / Лейтон Мистер       |
| 2015 | ф | Безумный Макс: Дорога ярости     | Mad Max: Fury Road            | Способная (жена Джо) / Райли Кио   |
| 2015 | ф | Переправа 2                      | The Crossing II               |                                    |
| 2016 | ф | Призрачная красота               | Collateral Beauty             | Эми Мур / Кира Найтли              |
| 2016 | ф | Тарзан. Легенда                  | The Legend of Tarzan          | Джейн Портер / Марго Робби         |
| 2017 | ф | Бахубали: Рождение легенды       | Baahubali 2: The Conclusion   | принцесса Девасена / Анушка Шетти  |
| 2017 | ф | Доспехи бога: В поисках сокровищ | кит. 功夫瑜伽                 | Ашмита / Диша Патани               |
| 2017 | ф | Лига справедливости              | Justice League                | Мера / Эмбер Хёрд                  |
| 2017 | ф | Трансформеры: Последний рыцарь   | Transformers: The Last Knight | Вивиан Уэмбли / Лора Хэддок        |
| 2018 | ф | Аквамен                          | Aquaman                       | Мера / Эмбер Хёрд                  |
| 2018 | ф | Первому игроку приготовиться     | Ready Player One              | Финнали Зандор / Ханна Джон-Кеймен |

## Критика, отзывы, рецензии
Актриса завораживает своим шармом, органичностью, гротесковостью, сарказмом, «языком» своего прекрасного, стройного тела, «тигриной» пластикой, способностью к виртуозной смене актёрских красок, и главное — точностью психологической проработки своей роли.— Павел Подкладов
Павел Подкладов, оценивая игру Полины Кузьминской в дипломном спектакле Гульназ Балпеисовой «В Париже», отметил, что Кузьминская мастерски изображает наивную девочку, в чьей душе уничиженность и угодливость к клиенту соседствуют с гордостью и чувством собственного достоинства. Подвижная, но угловатая, и, одновременно, забавная и трогательная Поля сыграна пронзительно, ярко и сочно. Подпущенный в речь Кузьминской провинциальный говорок не свидетельствует о насмешке, грубости или стёбе, поскольку и в нём слышны нежность и любовь, испытываемые актрисой к несуразной героине. В то же время, ощущается, что актриса сыграла не только саму Полю. В эту роль она вложила своё понимание горькой доли, свои переживания за миллионы подобных судеб передавленных-перемолотых жизнью голодных и холодных «птах» за тысячелетия человеческой истории.
Ольга Завалишина, рассматривая дипломный спектакль Хуго Эрикссена «За закрытыми дверями», выделила актёрскую работу Полины Кузьминской как особенно запоминающуюся. Ей удалось яркое оживление прописанного Сартром образа Инэс. В исполнении Кузьминской последняя излучает и страстное желание победить и уверенность в своей победе. Будучи обращён на Эстель, взор Инэс пылает. Тембр голоса, мимика, пластика, всё попадает в образ. При этом Кузьминская не использовала в своей работе привычные штампы. В образе Инэс ей удалось найти и удержать необычный баланс одновременно и резкости, и чувственности и женственности.
Марина Ератова, описывая премьеру спектакля «Очарованный странник» на Симоновской сцене театра Вахтангова, не вдаваясь в подробности, отнесла Евгению Семёновну в исполнении Полины Кузьминской к числу ярких актёрских работ. Виктория Пешкова, рассматривая ту же премьеру, отметила сложность сыгранного Полиной Кузьминской и Ольгой Боровской противоборствующего дуэта Евгеньи Семёновны и Груши, в которых актрисы предельно искренне воплотили два извечных противоположных женских архетипа: придающей жизненные силы мудрости и ломающей жизни страсти. Павел Подкладов, оценивая тот же спектакль, признался в том, что воплотившая в своих небольших ролях две не похожие друг на друга по сути, но одинаково вызывающие сердечные боли сопереживания, женские драматические судьбы, является его любимицей. Несмотря на то, что и в оригинале пьесы и в данной постановке образ дамы, у которой бывший муж отобрал ребёнка, лишь намечен лёгким штрихом, Полине Кузьминской удалось настолько удачно воплотить образ уповающей лишь на то, что улан не поступит не порядочно и не бросит её, неприспособленную к жизни, обиженную судьбой, неустроенную и несчастную, но ещё такую юную и субтильную даму, что он прочно врезался в память сердца Подкладова. Евгения Семёновна в постановке отлична от описанного Лесковым образа: Полина Кузьминская не стала играть «прохладную кровь». Нет, её героиня — обладательница и благородства и грации и редкой красоты — способна бороться с обстоятельствами, и, даже если она примирилась с тем, что князь бросил её, загадочный взгляд и обворожительная таинственная улыбка позволяют надеяться, что в будущем всё наладится в жизни этой потрясающей женщины.
Михаил Брацило, рецензируя премьеру постановки режиссёра Ольги Субботиной по роману Сомерсета Моэма «Театр», особо выделил игру Полины Кузьминской, которой прекрасно удалось показать двуличие Эвис Крайтон, а в сцене, где выявляется бездарность Эвис, отыграть трагедию актрисы и понимание ею провала артистической карьеры просто «на разрыв аорты».